# Nerdkultur
Nerdkultur (bürgerlich Marco Risch; * 16. Dezember 1985) ist ein deutschsprachiger Moderator und Webvideoproduzent beim Internetunternehmen Webedia, wo er fest angestellt seinen eigenen YouTube-Kanal Nerdkultur betreibt.

## Leben
Schon seit seiner Jugend beschäftigt sich Marco Risch aus Oberstaufenbach (Rheinland-Pfalz) mit Filmproduktion und Filmschnitt. Er machte nach seinem Schulabschluss an der Regionalen Schule in Altenglan berufsbegleitend sein Abitur. Für sein Studium (Film und Fernsehen) zog er nach München, wo er in einem Praktikum erste Kontakte zu den Redaktionen der Spielemagazine knüpfte. Dort kümmerte Risch sich um die Produktion von redaktionellen Videos, war aber auch teilweise vor der Kamera anzutreffen. Mit der Einstellung dieses YouTube-Kanals gründete Risch im Jahr 2015 seinen eigenen Kanal.

## Medialer Auftritt

### Nerdkultur
Auf seinem Hauptkanal Nerdkultur lädt Risch gegenwärtig meist einmal pro Woche ein Video hoch, in dem es sich oft um Neuigkeiten, Kritiken, Analysen und andere Videos zu aktuellen Filmen und Serien, Vorstellungen und Bewertungen von Computerspielen, kontroverse Filmtheorien oder die Art des Filmemachens dreht. Spezialisiert hat er sich auf die Themenbereiche Star Wars, Comics von Marvel und DC und Game of Thrones. Auch Interviews hat der YouTuber produziert. Unter anderem sprach er mit Mark Hamill, Alden Ehrenreich oder Peter Jackson.

### GigaTVMag
Außer seinem eigenen Kanal leiht Risch noch dem YouTube-Kanal GigaTV Mag in einigen Videos seine Stimme. Dabei geht es, genauso wie auf Nerdkultur, um Nachrichten aus der Filmwelt sowie die neusten Filme und Serien.

### Podcast
Auch in der Podcastszene ist Risch aktiv. Unter dem Namen Die Quadrataugen erscheinen jede zweite Woche am Donnerstag Podcasts auf Spotify und Co., in welchen Risch ein häufig wiederkehrender Gast von Moderator Fabian Douglas ist. Geredet wird über Streaminghighlights, Kinoreleases und Serienstarts. Bisher sind 53 Folgen erschienen; eine Folge geht dabei rund 1,5 Stunden.
Seit dem 8. August 2021 erscheint außerdem jede Woche sonntags eine neue Folge seines eigenen Podcasts Nerd & Kultur. Diesen führt er zusammen mit dem Webvideoproduzenten Yves Arievich. Gemeinsam sprechen sie über die neusten Filme und Serien.